# Easy Virtue (2008)
Easy Virtue is een Canadees-Britse filmkomedie uit 2008, onder regie van Stephan Elliott. Het verhaal is gebaseerd op dat van een gelijknamig toneelstuk geschreven door Noël Coward. Dit werd in 1928 al eens eerder verfilmd door Alfred Hitchcock, ook onder de titel Easy Virtue, maar dan als stomme film. In vergelijking ligt in Hitchcocks versie de nadruk op de thriller-aspecten van het verhaal, waar het in Elliotts versie vooral draait om sarcastische, zwarte humor.
Voor haar rol als tangerige schoonmoeder Veronica in Elliotts Easy Virtue, werd Kristin Scott Thomas genomineerd voor een British Independent Film Award.

## Verhaal
Er wordt met neusophalen gereageerd wanneer de Engelse Hilda Whittaker (Kimberley Nixon) in 1930 thuis in Londen een artikel uit de krant voorleest. Het gaat over de autorace van Monte Carlo en specifiek over de coureur die deze zojuist als eerste vrouw ooit reed. Moeder Veronica (Kristin Scott Thomas) vindt dat lachwekkend, want in de deftige kringen waarin de familie Whittaker zich beweegt, houden dames zich niet met zulk soort zaken bezig. De Whittakers wonen in een enorm huis met een omvangrijk landgoed en worden onderhouden door het personeel. Veronica heeft haar hoop voor de toekomst van de familie gevestigd op zoon John (Ben Barnes), die naar de Verenigde Staten gereisd is en pas een telegram stuurde om te melden dat hij op weg naar huis is. Hij heeft een onaangename verrassing voor zijn moeder, want hij schrijft dat hij onaangekondigd getrouwd is in Amerika en zijn bruid meeneemt naar huis. Die bruid is bovendien niemand minder dan Larita (Jessica Biel), de autocoureur uit het artikel dat zojuist voorgelezen is. In tegenstelling tot Veronica is haar man Jim (Colin Firth) hierdoor wel geamuseerd en dochters Hilda en Marion (Katherine Parkinson) vinden het interessant dat de opvallende Amerikaanse vrouw uit de krant naar hun huis komt.
Wanneer het kersverse bruidspaar aankomt bij de Whittakers, voorziet Larita dat er wat aanpassing van haar vereist wordt. Ze is niet gewend aan de gewoontes en rituelen van Engelse mensen op stand. Ze wil haar best doen om in de smaak te vallen bij haar schoonfamilie, maar Veronica vindt haar bij voorbaat vreselijk en dat wordt er niet beter op wanneer blijkt dat John en Larita op korte termijn samen willen gaan wonen in de stad. Veronica rekende erop dat haar zoon zou trouwen met jeugdvriendin Sarah Hurst (Charlotte Riley) en dan haar plaats zou overnemen als hoofd van de familie, op het landgoed. Ze heeft Sarah en haar broer Phillip (Christian Brassington) al uitgenodigd om 's middags langs te komen zodat John haar meteen zou weerzien. Sarah en Philip komen wél uit de kringen van de Whittakers. Hoewel Veronica enigszins haar best doet om zich beleefd te gedragen tegen Larita, heeft die ondanks de stiff upper lip van haar schoonmoeder meteen door dat ze weinig welkom is. Ze wil zich er niet meteen door laten afschrikken. Sarah en de rest van de familie fluisteren haar ook toe dat ze haar er wel doorheen helpen. Sarah vindt het niet erg dat John met een ander getrouwd is. Hun voorgenomen huwelijk zou een verstandshuwelijk uit vriendschap zijn geweest en John is nu getrouwd uit liefde. Dat hoopt Sarah zelf ook te vinden.
Larita probeert mee te draaien in de dagelijkse routines van de Whittakers, maar is niet gewend aan hun wereldje van partijtjes polo, paardrijtochtjes, vossenjacht, chique zelf georganiseerde bals en hondenshows. Ze neemt deel aan verschillende activiteiten om haar schoonmoeder mild te stemmen, maar weigert principieel deel te nemen aan de vossenjacht. Omdat haar aangeraden wordt toch mee te rijden, zegt ze toe dat ze dan maar 'meerijdt'. Larita lost dit ludiek op door naast de paarden te gaan rijden op Jims knutselmotor uit het schuurtje. Jim ziet de grap er wel van in, maar Veronica niet. Meneer en mevrouw Whittaker staan al niet meer op goede voet met elkaar sinds hij teruggekomen is uit de Eerste Wereldoorlog. Door wat hij daar meemaakte, interesseert het wereldje waarin hij vroeger verkeerde - en zijn vrouw nog steeds - hem helemaal niet meer. De communicatie die hij nog voert met zijn familie, beperkt zich tot sarcastische grappen en bitter-komische opmerkingen. Jim neemt het regelmatig op voor Larita wanneer die het slachtoffer is van weer een venijnige opmerking van Veronica. Zij waardeert dat, hoewel ze graag zou zien dat haar echtgenoot John wat meer voor haar opkwam in plaats van zich afzijdig te houden.
Veronica's afkeer van Larita groeit wanneer die zich laat ontvallen dat ze hertrouwde met John. Ze was ooit eerder getrouwd met een oudere man, die later overleed aan kanker. Het personeel van de Whittakers vindt Larita juist een verademing. Ze behandelt hen met respect en toont zich geïnteresseerd in hen, terwijl butler Furber (Kris Marshall) en de rest van de personeelsleden gewend zijn om behandeld te worden als ondergeschikte, voor wiens levens verder geen interesse bestaat. Veronica's walging van Larita wordt groter en groter en ze krijgt haar dochters aan haar kant door ongelukjes en misverstanden die in Larita's nadeel uitgelegd kunnen worden. Zo gaat ze per ongeluk op chihuahua Poppy zitten en doodt daarmee het beestje. Larita probeert dit te verhullen door Poppy stiekem te begraven en net te doen of het hondje is weggelopen, maar dit komt uit wanneer de andere hond Pilot het zakje met Poppy erin opgraaft en het huis inbrengt. Wanneer Larita erin toestemt om mee te doen aan een door de Whittakers georganiseerde variété-uitvoering, wil ze samen met Hilda een cancandans doen. De adolescente Hilda neemt alleen een grap van Philip serieus en staat daarom ten overstaan van het publiek niet onopgemerkt zonder slipje op het podium. Veronica en Hilda nemen het Larita kwalijk dat ze Hilda niet gewaarschuwd heeft dat Phillip een grap maakte. Tijdens dit alles blijkt steeds Jim haar trouwste bondgenoot, niet John.
De bom barst wanneer Hilda dankzij haar oom George uitvindt dat Larita in Detroit ooit verdacht werd van moord op haar eerste echtgenoot Tom Morley. Ze geeft dit toe, maar voegt eraan toe dat ze werd vrijgesproken van die beschuldiging. Alleen met Jim in het schuurtje legt ze uit dat Tom weliswaar terminale kanker had, maar dat ze hem geholpen heeft het onvermijdelijke lot te versnellen en een eind aan zijn inmiddels ondraaglijke lijden te maken. John kan Larita's geschiedenis met haar eerste man niet verdragen en weigert ten overstaan van iedereen met haar te dansen op Veronica's jaarlijkse dansfeest. Jim biedt zich daarentegen aan om de plaats van zijn zoon in te nemen en de tango met Larita te dansen. Ze voeren die samen zo amicaal mogelijk uit om Veronica en de rest van het aanwezige gezelschap te schokken. Veronica eist daarom dat Larita definitief het huis verlaat. Larita was dat toch al van plan. John wil niet dat ze hem verlaat, maar voor haar is de breuk definitief. Ze is tot de conclusie gekomen dat hij niet genoeg van haar houdt en nog uit moet vinden dat echte liefde betekent dat iemand er onvoorwaardelijk voor de ander is, ook als dat betekent helpen iemand gif in te spuiten om een eind aan zijn lijden te maken. Larita wil wegrijden op de motor, maar er stapt nog een reisgenoot in de zijspan. Jim gaat met haar mee en laat zijn familie en hun nauwe gedragsregels en ethische codes ook achter zich.

## Rolverdeling
| - Jessica Biel - Larita Whittaker - Ben Barnes - John Whittaker - Kristin Scott Thomas - Veronica Whittaker - Colin Firth - Jim Whittaker - Kimberley Nixon - Hilda Whittaker - Katherine Parkinson - Marion Whittaker - Kris Marshall - Furber, de butler - Christian Brassington - Phillip Hurst - Charlotte Riley - Sarah Hurst | - Jim McManus - Jackson - Pip Torrens - Lord Hurst - Jeremy Hooton - Davis - Joanna Bacon - Doris, de kokkin - Maggie Hickey - Millie the Maid - Georgie Glen - Mrs. Landrigin - David Longstaff - Reverend Burton - Michael Archer - Warwick Holborough - Rebel Penfold-Russell - Mrs. Winston |

## Achtergrond

### Productie
Cowards toneelstuk werd door Stephan Elliott en Sheridan Jobbins omgezet tot een filmscenario. Het script van de film volgt het originele toneelstuk vrij nauwkeurig. De muziek voor de film werd gecomponeerd door Marius de Vries en Stephan Elliott. Er komen verschillende nummers van Cole Porter voor in de film. Acteur Ben Barnes zong zelf enkele nummers in voor de soundtrack, waaronder "Room With a View".

### Ontvangst
De film werd redelijk goed ontvangen door critici. Op Rotten Tomatoes scoort de film 53% aan goede beoordelingen, en op Metacritic 58%. Colm Andrew van de Manx Independent gaf de film in zijn beoordeling 7 uit 10 sterren. Onder Britse critici en fans van het originele toneelstuk werd de film echter beduidend minder goed ontvangen. Zo schreef Peter Bradshaw van The Guardian dat de film het originele werk geen eer aandeed door de personages hedendaagse termen en uitspraken te laten gebruiken.. De critici van de Times gaven de film slechts 1 ster uit 5.
De film bracht wereldwijd $18.463.608 op.

### Notities
- Veronica zegt Jim en Larita dat ze niet wil dat er Frans gesproken wordt in huis omdat ze dat niet kan verstaan. In realiteit spreekt actrice Kristin Scott Thomas dermate goed Frans dat ze ook hoofdrollen speelt in Franstalige films.

## Prijzen en nominaties
- In 2009 won Easy Virtue de publieksprijs op het Newport Beach Film Festival.

- Daarnaast werd de film voor nog eens vier prijzen genomineerd:
  - British Independent Film Award voor beste vrouwelijke bijrol (Kristin Scott Thomas)
  - Awgie Award voor Feature Film – Adaptation
  - ALFS Award voor Britse vrouwelijke bijrol van het jaar (Kristin Scott Thomas)
  - Golden Capital voor Best Production Design